# Апрель 2021 года

Список событий апреля 2021 года.

## События
- 1 апреля
  - Президент Словакии Зузана Чапутова утвердила состав правительства во главе с премьером Эдуардом Хегером[1].
  - Совет Безопасности ООН единогласно осудил насилие в отношении мирных демонстрантов со стороны властей Мьянмы[2].
  - Российский журналист Владимир Познер был вынужден покинуть Грузию в связи с проходившими всю ночь в грузинской столице акциями представителей оппозиционных партий и их сторонников[3].
  - Постепенный выход из жёстких ограничений добычи нефти среди стран ОПЕК+: заключён договор о постепенном увеличении добычи начиная с мая 2021 года[4].
  - На юге Сербии на шахте по добыче бурого угля в окрестностях города Сокобаня в результате взрыва метана восемь человек погибли и 20 получили ранения[5].
- 2 апреля
  - На Тайване в результате крупной железнодорожной аварии погибли 50 человек, ещё 202 — ранено[6].
  - В России выпустили модификацию для вакцины от COVID-19 «Спутник V» против новых штаммов[7]
- 3 апреля
  - В Каире прошла торжественная церемония перевозки мумий древнеегипетских фараонов из каирского Египетского музея в Национальный музей египетской цивилизации[8].
- 4 апреля
  - В Иордании были арестованы около 20 человек по обвинению в заговоре против короля Абдаллы II. Бывшего наследного принца Иордании и единокровного брата короля Хамзу бен Хусейна поместили под домашний арест[9].
  - Президент Украины Владимир Зеленский ввёл в действие решение Совета национальной безопасности и обороны о применении санкций к Россотрудничеству[10].
  - Лодочная регата «Оксфорд — Кембридж» завершилась победой команды Кембриджа как среди мужчин, так и среди женщин. Из-за коронавирусных ограничений соревнования впервые проходили на реке Грейт-Уз в графстве Кембриджшир[11].
  - В Болгарии прошли парламентские выборы, большинство мест сохранила правящая партия «Граждане за европейское развитие Болгарии», второе место неожиданно для многих заняла новообразованная партия Есть такой народ во главе певцом и телеведущим Слави Трифоновым. ГЕРБ и Болгарская социалистическая партия показали результат наихудший за всю историю[12].
- 5 апреля
  - Состоялась инаугурация подполковника Сильвии Хиль (Silvia Gil Cerdá) в качестве командующей Гражданской гвардии Испании в городе Теруэль. Впервые женщина заняла эту должность в Испании за 177-летнюю историю Гражданской гвардии. На инаугурации присутствовали вице-премьер Кармен Кальво и министр внутренних дел Фернандо Гранде-Марласка[13].
  - Южнокорейская компания LG объявила об уходе из рынка смартфонов, это первый крупный брэнд покинувший этот рынок[14].
  - Нгуен Суан Фук вступил в должность Президента Социалистической Республики Вьетнам сразу после оглашения итогов выборов[15].
  - Президент России Владимир Путин подписал закон об обнулении своих президентских сроков[16].
- 6 апреля
  - У колонии № 2 в Покрове, где сидит Алексей Навальный, полиция задержала руководителя «Альянса врачей» Анастасию Васильеву и еще восемь человек, в том числе оператора американского телеканала CNN[17].
  - Франция заявила от имени Европейского союза о намерении ввести санкции в отношении Мьянмы[18].
  - Китайский фильм режиссёра Цзя Лин[англ.] «Привет, мама» (你好，李焕英) стал самой кассовой мировой лентой от женщины-режиссёра, обогнав по сборам фильм «Чудо-женщина» Пэтти Дженкинс[19].
- 7 апреля
  - Лётчик из состава пилотажной группы турецких ВВС «Турецкие звёзды» разбился при выполнении учебного полёта[20].
  - Вооружённые силы Дании получили первый истребитель F-35 на церемонии в Форт-Уэрте в штате Техас. Истребитель останется на авиабазе «Люк»[англ.] в штате Аризона под эгидой 308-й истребительной эскадрильи[англ.] 56-го истребительного крыла[англ.] для обучения пилотов и обслуживающего персонала[21].
  - Подал в отставку глава Республики Тыва Шолбан Кара-оол[22].
  - Международная федерация футбола приняла решение приостановить деятельность футбольных федераций Чада и Пакистана из-за нарушений устава организации[23].
- 8 апреля
  - Министерство торговли США сообщило о занесении семи китайских компаний в чёрный список за причастность к созданию суперкомпьютеров в Китае, которые используются для разработки в интересах военного ведомства[24]. Американским компаниям для продолжения работы с ними потребуется получение специальных лицензий[25].
  - Подал в отставку губернатор Ульяновской области Сергей Морозов[26].
- 9 апреля
  - Умер муж царствующей королевы Великобритании и королевств Содружества Елизаветы 2 принц Филипп Маунтбеттен, герцог Эдинбургский[27].
  - С космодрома Байконур стартовал пилотируемый космический корабль «Ю. А. Гагарин», на борту которого на МКС отправились Олег Новицкий, Пётр Дубров и Марк Ванде Хай[28].
  - Не менее 55 полицейских получили ранения в ходе продолжающихся беспорядков[англ.] в Северной Ирландии[29]. Власти были вынуждены закрыть ворота в «стене мира» разделяющей католические и протестантские кварталы в Белфасте[30].
  - Подал в отставку глава Северной Осетии Вячеслав Битаров[31].
  - В Джибути на выборах президента победу одержал действующий глава государства Исмаил Омар Гелле: за него проголосовали 97,44 % избирателей[32].
  - Началось извержение вулкана Суфриер на острове Сент-Винсент (Сент-Винсент и Гренадины), были эвакуированы десятки тысяч человек[33].
- 10 апреля
  - Регулятор Китая оштрафовал компанию Alibaba на 18,22 млрд юаней (2,78 млрд долл.) за нарушение антимонопольного законодательства[англ.][34].
  - Национальную премию кинокритики и кинопрессы «Белый слон» получили фильмы: «Дорогие товарищи!» Андрея Кончаловского за лучший фильм, «Глубже!» Михаила Сегала за лучший сценарий и «Пугало» Дмитрия Давыдова за лучшую режиссуру[35].
  - В арабских странах появится первая женщина-астронавт — Нура Аль-Матруш[36].
- 11 апреля
  - В Киргизии на референдуме 79,25 % избирателей поддержали проект новой Конституции который предусматривает значительное усиление полномочий президента, уменьшение прав парламента и сокращение его численности с 120 до 90 человек[37].
  - Состоялась 74-я церемония вручения премии BAFTA: награды за лучший фильм, лучшую режиссуру и лучшую операторскую работу присуждены картине «Земля кочевников»; приз за лучшую мужскую роль получил Энтони Хопкинс («Отец»), а за лучшую женскую — Фрэнсис Макдорманд («Земля кочевников»)[38].
- 12 апреля
  - В Санкт-Петербурге сгорело здание Невской мануфактуры. В ходе тушения погиб один пожарный, ещё двое госпитализированы. Пожару была присвоена высшая пятая категория сложности[39].
  - По данным военного ведомства Тайваня, 25 самолётов, направленных Народно-освободительной армией Китая вошли опознавательную зону ПВО Тайваня, в ответ Тайвань поднял в воздух свои истребители и привёл в состояние повышенной готовности системы ПВО[40].
  - Мужская сборная Швеции по кёрлингу третий раз подряд выиграла чемпионат мира, обыграв в финале сборную Шотландии со счётом 10:5[41].
- 13 апреля
  - Главным арбитром матча Футбольной национальной лиги (ФНЛ) впервые в истории назначена женщина. Судьёй матча, который должен состояться 17 апреля, назначена Анастасия Пустовойтова[42].
  - Центры по контролю и профилактике заболеваний и Управление по контролю за продуктами питания и лекарствами США рекомендовали временно приостановить использование вакцины производства Johnson & Johnson[43].
  - Алессандра Галлони назначена главным редактором Reuters и стала первой женщиной во главе этого новостного агентства за его 170-летнюю историю. Сменит Стивена Адлера, который уходит в этом году на пенсию[44].
- 14 апреля
  - В Египте в результате столкновения пассажирского автобуса с туристами и грузовика, перевозившего нефтепродукты, погибло минимум 20 человек[45].
- 15 апреля
  - Российский врач впервые в истории вошёл в состав Американской ассоциации хирургов. Чести стать членом старейшей подобной ассоциации, основанной в 1880 году, удостоился онколог и хирург Игорь Хатьков[46].
  - В силу вступило решение России ограничить авиасообщение с Турцией и закрыть границы с Танзанией на полтора месяца из-за ситуации с коронавирусом в этих странах[англ.][47].
  - Из-за военных учений Россия закрыла до октября 2021 года часть акватории Чёрного моря в районе Керченского пролива для военных кораблей и государственных судов других стран. МИД Украины выразил протест, назвав решение России нарушением норм международного права[48][49].
  - Археологическое управление Индии распорядилось закрыть для посещения до 15 мая включительно все музеи и исторические памятники из-за быстрого роста заболеваемости коронавирусной инфекцией[50].
  - Суд в Париже заочно приговорил белоруса Юрия Сушкина и ивуарийцев Патриса Уея и Анжелу Маглуара Гнандуйе Аттуали к пожизненному заключению за убийство французских военных в Кот-д’Ивуаре[51].
- 16 апреля
  - Московская прокуратура подала иск о признании ФБК, ФЗПГ и «Штабов Навального» экстремистскими организациями[52].
  - В штате Индиана восемь человек погибли в результате применения огнестрельного оружия и массовой стрельбы, устроенной на территории склада транспортной компании FedEx. По сообщению полиции, стрелок застрелился на месте[53].
- 17 апреля
  - Чехия объявила о высылке 18 российских дипломатов, подозреваемых в работе на российские спецслужбы. Кроме того, по подозрению в причастности к взрывам на складах боеприпасов в Врбетице в конце 2014 года разыскиваются россияне Анатолий Чепига (Боширов) и Александр Мишкин (Петров)[54].
- 18 апреля
  - В ответ на высылку Чехией 18 российских дипломатов, МИД РФ объявило персонами нон грата 20 сотрудников посольства Чехии в России[55].
  - В связи с продолжающимся снижением уровня заболеваемости Министерство здравоохранения Израиля отменило предписание об обязательном ношении масок на улице[56].
- 19 апреля
  - Федеральная антимонопольная служба России (ФАС России) заявила о возбуждении уголовного дела в отношении компании Google. В ФАС России отметили, что причиной возбуждения уголовного дела стало злоупотребление компании собственным доминирующим положением на рынке сервисов по предоставлению услуг видеохостинга[57].
  - NASA успешно запустило вертолётный дрон «Инженьюити» — первый в истории изучения Марса атмосферный летательный аппарат[58].
  - 12 топ-клубов Европы официально объявили о создании нового футбольного турнира — Суперлиги, которая, однако, была официально приостановлена через несколько дней из-за бурных протестов со стороны чиновников и болельщиков[59].
  - Коммунистическая партия Кубы избрала нового руководителя вместо ушедшего в отставку Рауля Кастро, по итогам VIII съезда партии, её возглавил президент страны Мигель Диас-Канель[60].
- 20 апреля
  - Анимационный фильм «Душа» стал победителем премии Annie Awards в главной номинации — «Лучший анимационный фильм года»[61].
  - Президент Чада Идрис Деби Итно, руководивший страной более 30 лет, погиб во время боя с повстанцами, вторгшихся в страну из соседней Ливии. Переходный совет страны, возглавил сын президента Махамат Идрис Деби[62].
  - На заводе ракетных технологий Tomer в городе Рамла (Израиль) произошёл мощный взрыв во время испытаний[63].
  - В ЮАР от крупного лесного пожара пострадало историческое здание библиотеки Кейптаунского университета, а также была разрушена Мостертская мельница[англ.] — единственная работающая ветряная мельница в ЮАР, построенная в 1796 году[64].
- 21 апреля
  - В десятках городах России состоялись массовые протесты в поддержку Алексея Навального. Акции прошли также в Праге, Лондоне, Париже, Риме, Варшаве и других городах мира[65].
  - Полиция в Нижнем Новгороде задержала академика Ефима Хазанова на его рабочем месте за репосты в поддержку Алексея Навального[66].
  - Правительство Швеции озвучило намерение закрыть аэропорт Бромма, один из 4-х аэропортов Стокгольма[67].
  - Суд присяжных признал бывшего полицейского из города Миннеаполис Дерека Шовина виновным в непредумышленном убийстве афроамериканца Джорджа Флойда[68].
  - Парламент Германии принял поправки в закон об эпидемиологической защите населения, расширяющие полномочия федерации в вопросе о введении ограничительных мер из-за пандемии коронавируса, голосование сопровождалось массовыми акциями протеста[69].
- 22 апреля
  - В Москве назвали лауреатов театральной премии «Золотая маска». Лучшим спектаклем в этом году признан «Сказка про последнего ангела» режиссёра Андрея Могучего, а лучшей драматической постановкой малой формы признан спектакль «Пиноккио. Театр» режиссёра Бориса Юхананова[70].
  - У берегов Бали затонула индонезийская подводная лодка KRI Nanggala 402, на борту которой находилось 53 члена экипажа[71].
- 23 апреля
  - Минимум несколько десятков человек пострадали в Израиле в ходе столкновений активистов из «Лехава» с радикально настроенной арабской молодёжью[72].
- 24 апреля
  - Президент США Джо Байден официально признал геноцид армян[73].
  - Ученые из Университета штата Огайо обнаружили уникальную черную дыру в созвездии Единорога, побившую сразу 2 астрономических рекорда: 1) она расположена ближе всех прочих к нашей Солнечной системе, 2) она самая маленькая из известных, но все равно примерно втрое тяжелее Солнца, то есть почти в миллион раз превышает по массе Землю[74].
- 25 апреля
  - В Багдаде произошёл пожар в больнице имени Ибн аль-Хатыба, в результате которого погибли 82 человека, ещё 110 человек пострадали. Больница была предназначена для больных коронавирусом COVID-19. Предположительно, причиной пожара является взрыв в хранилище кислородных баллонов[75].
  - Президент Чехии Милош Земан в ходе чрезвычайного телеобращения пообещал рассекретить итоги расследования взрывов на складах боеприпасов в деревне Врбетице[76].
  - Состоялось вручение кинопремии «Ника» за 2019 и 2020 годы (вручение 2019 года было перенесено на 2021 из-за пандемии вируса COVID-19). Лучшим фильмом 2020 года был назван «Дорогие товарищи!» Андрея Кончаловского, лучшим фильмом 2019 — «Француз» Андрея Смирнова[77].
  - Сборная России по спортивной борьбе одержала победу по всем стилям на неофициальном командном зачете чемпионата Европы в Варшаве (Польша)[78].
- 26 апреля
  - В Турции объявлен полный локдаун из-за коронавируса COVID-19 с 29 апреля по 17 мая, об этом сообщил президент этой страны Реджеп Тайип Эрдоган[79].
  - Прокуратура запретила работу штабов Навального по иску об экстремизме[80].
  - Ученые Института географии и природных ресурсов Китайской академии наук, заметное смещение земной оси по сравнению с началом 1990-х годов впервые произошло в результате рукотворных климатических изменений, а точнее — массового таяния материковых ледников[81]. Ученые обнаружили, что направление сдвига полюсов в 1995 году сменилось с южного на восточное, а скорость самого смещения оси в период между 1995 и 2020 годами увеличилась в 17 раз по сравнению с промежутком между 1981 и 1995 годом. В общей же сложности с 1980 года полюса сместились на 4 метра.
- 27 апреля
  - 93-я церемония вручения премии «Оскар» прошла в Лос-Анджелесе (США). Лучшим кинофильмом года был признан фильм «Земля кочевников», а лучшим режиссёром стала снявшая его Хлоя Чжао. Церемонию провели очно, но с рядом ограничений, связанных с пандемией коронавируса[82].
  - Шведская поп-группа ABBA записала в студии две первые композиции за 35 лет, но вживую на сцену не вернется[83].
  - В Мьянме военизированная группировка этнического меньшинства каренов (Каренская национально-освободительная армия, KNLA) захватила контрольный пункт военных вблизи границы с Таиландом[84].
  - Судно-трубоукладчик «Академик Черский» начало укладку газопровода «Северный поток — 2» в территориальных водах Дании[85].
- 28 апреля
  - После проверки площадок российских предприятий «Генериум» и «УфаВита», производящих вакцину «Спутник V», бразильское Национальное агентство санитарного контроля (Anvisa) отказалось выдать им разрешение на импорт в страну этой вакцины. При этом накануне Anvisa одобрила вакцину «Спутник V», выпускаемую по лицензии бразильской компанией União Quimica[порт.][86].
  - В Риге (Латвия) из-за пожара в хостеле Japanese Style Centrum погибли 8 человек, ещё 9 человек пострадали[87].
  - В Екатеринбурге завершился шахматный турнир претендентов, победу в котором одержал российский гроссмейстер Ян Непомнящий[88].
- 29 апреля
  - В ДТП с участием двух пассажирских автобусов на Гаити 21 человек погиб и более 30 получили ранения. По предварительным данным, виновником ДТП был водитель одного из автобусов[89].
  - Китай при помощи тяжелой ракеты-носителя «Чанчжэн-5» запустил на орбиту базовый модуль «Тяньхэ» национальной космической станции[90].
  - Произошла перестрелка на границе Таджикистана и Киргизии неподалёку от района, где располагается водораспределительный пункт «Головной»[91].
- 30 апреля
  - Около больницы города Пули-Алам в Афганистане произошёл взрыв, жертвами которого стали несколько десятков человек, из которых не менее 30 человек погибших и около 60 раненых[92].
  - На севере Израиля в районе горы Мерон на празднике Лаг ба-Омер в давке погибли 44 и пострадали более 100 человек[93].
  - В Португалии, в геопарке Арока, был открыт самый длинный в мире подвесной пешеходный мост[англ.] длиной 516 метров[94].